# فيل لومباردي
فيل لومباردي (بالإنجليزية: Phil Lombardi)‏ هو لاعب كرة قاعدة أمريكي، ولد في 20 فبراير 1963 في أبيلين في الولايات المتحدة.

## وصلات خارجية
- فيل لومباردي على موقع دوري كرة القاعدة الرئيسي (الإنجليزية)
- فيل لومباردي على موقعبيزبول رفرنس.كوم (الدوري الرئيسي) (الإنجليزية)
- فيل لومباردي على موقعبيزبول رفرنس.كوم (الدوري الثانوي) (الإنجليزية)
- فيل لومباردي على موقع إي إس بي إن.كوم (أم.أل.بي) (الإنجليزية)